# Nomasu Nakaguma
Nomasu Nakaguma (中熊直正), né le 18 juillet 1893 dans la préfecture de Kumamoto - mort le 7 novembre 1942 à Guadalcanal, aussi appelé Naomasa ou Tadamasu Nakaguma, est un colonel et commandant de l'armée impériale japonaise durant la campagne du Pacifique de la Seconde Guerre mondiale. Au cours de la bataille de Guadalcanal stratégiquement importante, Nakaguma commande le 4e régiment d'infanterie de la 2e division d'infanterie. Lors des combats de la Matanikau et de la défaite japonaise décisive de la bataille d'Henderson Field en octobre 1942, son régiment subit de lourdes pertes. Son régiment subit encore plus de pertes lors de l'offensive de la Matanikau en novembre 1942. Nakaguma est tué par des tirs de l'artillerie américaine le 7 novembre 1942.

## Source de la traduction
- (en) Cet article est partiellement ou en totalité issu de l’article de Wikipédia en anglais intitulé « Nomasu Nakaguma » (voir la liste des auteurs).